# Anhuistoma hyla
Anhuistoma hyla là một loài bọ cánh cứng trong họ Trogossitidae. Loài này được Sin miêu tả khoa học năm 1985.